# 17-я артиллерийская дивизия прорыва
17-я артиллерийская дивизия прорыва РГК, 17-я артиллерийская дивизия — артиллерийское формирование (соединение, дивизия) РККА Вооружённых Сил Союза ССР в Великой Отечественной войне.

## История
17-я артиллерийская Киевско-Житомирская ордена Ленина Краснознамённая ордена Суворова дивизия прорыва сформирована в Московской области в марте 1943 года как 17-я артиллерийская дивизия. В апреле 1943 года в её состав были также включены 92-я тяжёлая гаубичная и 108-я гаубичная большой мощности артиллерийские бригады и дивизия получила наименование 17-я артиллерийская дивизия прорыва РВГК.
Впервые вступила в бой 19 марта 1943 года восточнее г. Мга в составе 8-й армии Волховского фронта. 13 июня была включена в состав 7-го артиллерийского корпуса прорыва, в котором действовала до конца войны.
В Орловской наступательной операции 1943 года дивизия мощным огнём прокладывала путь пехоте и танкам 64-й армии Брянского фронта.
Затем в составе корпуса была придана Воронежском фронту и во взаимодействии с другими артиллерийскими соединениями выполняла в полосах 27-й и 52-й армий задачи артиллерийского наступления в ходе их боевых действий по освобождению Левобережной Украины Союза.
В августе 1943 года она наносила огневые удары по противнику при освобождении войсками фронта г. Ахтырка, а в сентябре — при освобождении г. Зенькова. В напряжённых боях на подступах к Ахтырке воины дивизии проявили большое мужество и высокое воинское мастерство.
Примером являются действия заместителя командира дивизиона по политчасти старшего лейтенанта Г. М. Головина и командира огневого взвода младшего лейтенанта А. Н. Гайдаша. Когда контратакующие немецкие танки и сопровождавшие их бронетранспортёры с автоматчиками вышли к огневым позициям 92-й тяжёлой гаубичной артиллерийской бригады, Головин и Гайдаш быстро организовали отражение контратаки противника. Огнём прямой наводки они лично подбили по 4 танка, а всего в течение 5-часового боя артиллеристы дивизиона уничтожили 19 танков (в том числе 6 «тигров»), штурмовое орудие, бронетранспортёр и до роты пехоты. За проявленные доблесть и мужество Г. М. Головин и А. Н. Гайдаш были удостоены звания Героя Советского Союза.
В Киевской наступательной операции, действуя в составе Воронежского (с 20 октября 1943 года 1-го Украинского) фронта, личный состав дивизии показал высокое искусство в проведении артиллерийского наступления.
За образцовое выполнение боевых задач при освобождении города Киев дивизия была удостоена почётного наименования «Киевская» (6 ноября 1943 года).
За образцовое выполнение боевых задач при освобождении г. Житомира дивизия была удостоена почётного наименования «Житомирской» (13 ноября 1943 года).
За проявленные в этой операции личным составом отвагу и воинское мастерство она была награждена орденом Красного Знамени (4 января 1944 года).
Далее её воины успешно громили гитлеровцев в Корсунь-Шевченковской и Проскуровско-Черновицкой наступательных операциях.
Тяжёлые бои вела дивизия в середине марта 1944 года на проскуровском направлении. Стремясь овладеть дорогой Проскуров — Волочиск, противник бросал в бой большие группы танков и мотопехоты. 20 марта немцы неоднократно атаковали огневые позиции 1432-го лёгкого артиллерийского полка (командир полка — майор Трассоруб И. М.), входившего в состав дивизии.
При отражении вражеских атак геройски сражался расчёт орудия сержанта Т. С. Мельникова — участника трёх войн, кавалера трёх Георгиевских крестов. Когда танки противника вышли к огневым позициям батареи, Мельников приказал расчёту вести огонь из автоматов и карабинов по вражеским автоматчикам, а сам из пушки уничтожил немецкий танк и штурмовое орудие. В этом бою отважный воин погиб. Посмертно он был награждён орденом Отечественной войны II степени. Имя сержанта Мельникова навечно занесено в списки 1432-го лёгкого артиллерийского полка, а пушка, из которой он за время боевых действий уничтожил 12 вражеских танков, стала именоваться орудием Мельникова.
В Львовско-Сандомирской наступательной операции 1944 года дивизия в составе 60-й армии участвовала в разгроме группировки немецких войск в районе Броды и освобождении г. Львов (27 июля 1944 года).
За образцовое выполнение заданий командования при прорыве обороны противника на львовском направлении она была награждена орденом Суворова II степени (9 августа 1944 года).
В конце операции дивизия вступила на территорию Польши и поддерживала огнём войска 5-й гвардейской и 60-й армий при овладении важным узлом сопротивления противника — г. Дембица (23 августа 1944 года).
К 10 декабря I944 года дивизия сосредоточилась на Сандомирском плацдарме, где вела подготовку к прорыву вражеской обороны.
В Сандомирско-Силезской наступательной операции 1945 года формирования дивизии мощными огневыми ударами подавляли оборону противника на направлении наступления 59-й армии 1-го Украинского фронта.
19 января 1945 года дивизия участвовала в освобождении г. Кракова, затем вела бои за Домбровский угольный бассейн.
За образцовое выполнение заданий командования при освобождении Домбровского угольного бассейна, проявленные личным составом доблесть и мужество дивизия была награждена орденом Ленина (5 апреля 1945 года).
В Верхне-Силезской наступательной операции она успешно выполняла огневые задачи во время окружения и уничтожения группировки противника в районе г. Оппельн и при захвате войсками плацдарма на левом берегу р. Нейсе.
На завершающем этапе войны участвовала в Берлинской наступательной операции, в ходе которой успешно поддерживал соединения 13-й армии в боях по овладению г. Виттенбергом (27 апреля 1945 года) и ликвидации окружённой группировки противника юго-западнее Берлина. Свой боевой путь закончила в Пражской наступательной операции.

## Состав
Сформирована в составе управления, 22-й миномётной, 37-й лёгкой, 50-й гаубичной и 39-й пушечной артиллерийских бригад.
В состав дивизии также вошли 624-й орадн (с 17 марта 1943 года по 20 июля 1943 года) и отдельная корректировочная авиаэскадрилья в составе 5 двухместных самолётов Ил-2 и одного самолёта У-2.

## В составе
- 13.6.1943 включена в состав 7-го артиллерийского корпуса прорыва. Поддерживала огнём формирования 8 А, 61 А, 27 А, 52 А, 60 А, 5 Гв.А, 59 А и 13 А. В составе войск Волховского, Брянского, Воронежского и 1-го Украинского фронтов.

## Командиры
- Волкенштейн, Сергей Сергеевич, полковник, с 21 апреля 1943 года генерал-майор артиллерии (??.01.1943 — ??.05.1947)

## Знаки отличия
| Награда (наименование)              | Дата                | За что награждена |
| ----------------------------------- | ------------------- | --- |
| Почётное наименование «Киевская»    | 6 ноября 1943 года  | За образцовое выполнение боевых задач при освобождении г. Киева |
| Почётное наименование «Житомирская» | 13 ноября 1943 года | За высокое воинское мастерство личным состава дивизии и образцовое выполнение боевых задач при освобождении г. Житомира |
| Орден Ленина                        | 5 апреля 1945 года  | За образцовое выполнение заданий командования при освобождении Домбровского угольного бассейна, проявленные личным составом доблесть и мужество. |
| Орден Красного Знамени              | 1 января 1944 года  | Награждена указом Президиума Верховного Совета СССР от 1 января 1944 года за образцовое выполнение боевых заданий командования на фронте борьбы с немецкими захватчиками и проявленные при этом доблесть и мужество.(Киевская наступательная операция?). |
| Орден Суворова II степени           | 9 августа 1944 года | За образцовое выполнение заданий командования при прорыве обороны противника на львовском направлении. |

## Отличившиеся воины
За отвагу и мужество, проявленные в боях с немецко-фашистскими захватчиками, 12 683 воина дивизии награждены орденами и медалями, а 6 удостоены звания Героя Советского Союза.
- Барданов, Александр Иванович, командир батареи 1251-го пушечного артиллерийского полка 39-й пушечной артиллерийской бригады, старший лейтенант.
- Волкенштейн, Сергей Сергеевич, командир дивизии, генерал-майор.
- Гайдаш, Александр Никитович, командир огневого взвода, младший лейтенант.
- Головин, Григорий Максимович, заместитель командира дивизиона по политчасти, старший лейтенант.
- Шумилихин, Иван Михайлович, командир 1430-го лёгкого артиллерийского полка 37-й лёгкой артиллерийской бригады, подполковник.
- Щеглов, Иван Михайлович, командир огневого взвода 1251-го пушечного артиллерийского полка 39-й пушечной артиллерийской бригады, старшина.

Сержант Мельников Тимофей Степанович навечно зачислен в списки 1432-го лёгкого артиллерийского полка, а пушка, из которой он за время боевых действий уничтожил 12 вражеских танков, стала именоваться орудием Мельникова.